# Schizothorax molesworthi
Schizothorax molesworthi är en fiskart som först beskrevs av Chaudhuri, 1913.  Schizothorax molesworthi ingår i släktet Schizothorax och familjen karpfiskar. IUCN kategoriserar arten globalt som otillräckligt studerad. Inga underarter finns listade i Catalogue of Life.